# Parlamentswahlen in Ostbengalen 1954
Die Parlamentswahlen in Ostbengalen 1954 fanden vom 8. bis 12. März statt. Es waren die ersten Parlamentswahlen seit der Unabhängigkeit Pakistans im Jahr 1947. Die oppositionelle Vereinigte Front, angeführt von der Awami-Liga und der Krishak-Sramik-Partei, errang mit 223 der 309 Sitze einen Erdrutschsieg.

## Hintergrund
Das Parlament in Ostbengalen wurde bei den Parlamentswahlen 1946 in Britisch-Indien gewählt. Die Legislaturperiode des ostbengalischen Parlaments wurde mehrfach verlängert. Es blieben insgesamt 34 Sitze unbesetzt, da keine Zwischenwahlen abgehalten wurden.

## Wahlsystem
Das Parlament von Ostbengalen verfügte über 309 Sitze. 228 Sitze waren für Muslime reserviert, 36 für Kasten, 12 für Frauen, 2 für Buddhisten und 1 für Christen. Es registrierten sich insgesamt 19.541.563 Wähler. 9.239.720 der Wähler waren Frauen. 15.159.825 Wähler konnten ihre Stimme für die Muslime abgeben. 2.303.578 Wähler konnten für die Kasten stimmen. 136.417 Wähler konnten für die Buddhisten stimmen. 43.911 Wähler konnten für die Christen stimmen.

## Wahlkampf
Die Muslimliga veröffentlichte ihr Wahlprogramm am 13. Dezember 1953. Sie forderten, das die Bengalische Sprache als offizielle Sprache Pakistans anerkannt wird und forderten Reformen in der Landwirtschaft, Bildung und im Gesundheitswesen. Der Wahlkampf der Muslimliga begann 1954. Die Awami League veröffentlichte ein 41-seitiges Wahlprogramm. Sie forderte Unabhängigkeit, politische Reformen und Nationalismus. Die Opposition setzte sich für den Aufbau eines Parteienbündnisses ein. Dazu wurde eine Vereinbarung zwischen der Awami League und der Krishak Sramik Partei getroffen. Die
Nizam-e-Islam Partei und die Ganatantri Dal traten dem Bündnis bei. Das Parteienbündnis trat unter dem Namen United Front bei den Wahlen an. Es nahmen insgesamt 1285 Kandidaten an den Wahlen teil. 986 Kandidaten traten für die 286 muslimischen Sitze an, 151 Kandidaten traten für die 36 Kastensitze an, 37 Kandidatinnen traten für die Frauensitze an. 12 Kandidaten traten für die 2 buddhistischen Sitze an. Ein Kandidat trat für die christlichen Sitze an.
Die Wahlbeteiligung lag bei 37,19 %.

## Ergebnis
Die Awami League sicherte sich 143 Sitze im Parlament. Die Krishak Sramik Partei erhielt 48 Sitze. Das Parteienbündnis United Front konnte sich insgesamt 228 von 309 Sitzen im ostbengalischen Parlament sichern. Der Sieg der United Front war jedoch nur eine Illusion. Der Governor von Ostpakistan, Choudhury Khaliquzzaman, beauftragte den Vorsitzenden der Krishak Sramik, AK Fazlul Huq, mit dem Aufbau eines Ministeriums. Die Awami League war jedoch nicht Teil des Ministeriums. Dies führte im Parteienbündnis jedoch zu Spannungen und Fazlul Haq erweiterte das Ministerium um Politiker der Awami League.